# Вулиця Пилипа Орлика (Нікополь)
Вулиця Пилипа Орлика — вулиця в місті Нікополь. Пролягає від Світлої вулиці до вулиці Петра Калнишевського.

## Перехрестя
- Класична вулиця
- вулиця 50 років НЗФ
- вулиця Бориса Мозолевського
- Проспект Трубників
- вулиця Трубченка
- вулиця Гончара

## Історія
Вулиця виникла на початку 1938 року на честь радянського військового діяча Павла Дибенка. 2016 року Нікопольська міська рада перейменувала вулицю Дибенка на честь Гетьмана Війська Запорозького Пилипа Орлика.